# The Heart Snatcher
The Heart Snatcher è un cortometraggio muto del 1920 diretto da Roy Del Ruth per Fox Film Corporation.